# Mazenisk (sprog)
Mazenisk[kilde mangler] (Taperisk, Gilisk) er det sprog i Iran hvor det tales af omkring halvdelen af befolkningen.[kilde mangler]
| Sprog | Spire Denne artikel om sprog er en spire som bør udbygges. Du er velkommen til at hjælpe Wikipedia ved at udvide den. |